# Gérard Pullicino
 (juin 2013).
Si vous disposez d'ouvrages ou d'articles de référence ou si vous connaissez des sites web de qualité traitant du thème abordé ici, merci de compléter l'article en donnant les références utiles à sa vérifiabilité et en les liant à la section « Notes et références ».
Pour les articles homonymes, voir Pullicino.
Gérard Pullicino est un réalisateur, producteur, musicien et compositeur français d'origine italienne, né le 6 février 1958 à Paris. Principalement connu comme producteur et réalisateur des émissions de télévision françaises notamment musicales de Nagui, il commence sa carrière de réalisateur avec la naissance de la chaîne nationale française privée M6, en 1987. Il signe notamment l'émission musicale pop-rock Taratata à partir de 1993, La Télé des Inconnus pour France 2 ou encore Le Grand Journal pour Canal+ ainsi que des clips musicaux pour différents artistes.

## Biographie
Dans les années 1970, il débute comme batteur du groupe de rock « Les Rockettes », poursuivant en parallèle, une formation au Conservatoire libre du cinéma français à Paris en 1976 puis au début des années 1980, il fonde Début le Jerusalem Capital Studio, société de production audiovisuelle destinée au Moyen-Orient. 
Il devint ensuite l'un des réalisateurs de télévision français les plus appréciés de sa génération, se distinguant notamment en créant l'univers audiovisuel de l'émission Taratata, une parmi ses nombreuses collaborations avec l'animateur et producteur français Nagui, lequel participe comme acteur, à son unique long-métrage de cinéma intitulé Babel, sorti en 1999.
Passionné de musique, il s'illustre dans la réalisation d'émissions musicales et de concerts notamment pop-rock, composant également quelques bandes originales d'émissions et de films. On lui doit l'indicatif musical du générique du jeu télévisé La Roue de la fortune, diffusé à partir de 1987 sur la chaîne privée TF1. En parallèle, il est opérateur truquiste responsable des effets spéciaux pour les régies de télévision lors de l'enregistrement d'émissions ou de retransmissions en direct. Employé par la société VCF à Boulogne-Billancourt en 1987, il participe à la réalisation des toutes premières émissions de la chaîne de télévision M6 dès son lancement, notamment avec le jeu Vu et corrigé produit et présenté par Jean-Pierre Imbach. Sur les plateaux de la chaîne M6, il fait la connaissance de Nagui, avec lequel il sympathise puis conçoit de multiples productions télévisuelles ainsi que de très nombreux clips musicaux pour la sixième chaîne. En 1989, il réalise la captation du spectacle « Starmania » au théâtre Mogador,  programme musical édité en Vidéocassette et en LaserDisc (ancêtre du DVD). Afin de fournir une illustration sonore et musicale instantanée sur les plateaux de télévision, il utilise un clavier musical de type échantillonneur pour déclencher des effets audio ou des extraits sonores, lors des enregistrements d'émission ou en direct. Habitué à exploiter cet outil durant des années, il l'adapte et choisit de piloter avec le même dispositif à clavier musical, les pupitres de réalisation, plutôt que les boutons lumineux conventionnels de la régie vidéo. Poursuivant sa quête pour perfectionner l'expression télévisuelle en adéquation avec la musique, il réalise des clips musicaux, produit des disques, conseille et dirige certains artistes français ou internationaux tels que Céline Dion, Lara Fabian, Garou, Ray Charles, Johnny Hallyday, Joe Cocker, David Bowie ou encore Madonna. En parallèle à ses fonctions artistiques et audiovisuelles, il codirige l'Olympia de Montréal, salle de spectacles de la métropole du Québec. Selon lui, « La musique met en valeur l’image et l’image renvoie à la musique » (citation).
Il est père de Zoé, Elliot  et Tom qu'il a eus avec Sarah Perahia Pullicino, son épouse pendant vingt ans, et de Lou, née en 2007, de sa liaison avec la chanteuse Lara Fabian, dont il est séparé depuis 2012.

## Réalisations et productions

### Fictions
- Babel (1999), également coscénariste et compositeur
- Mes pires potes (2000- 2001), série humoristique, sur Canal+

### Émissions de télévision (émissions en série)
Ce paragraphe répertorie des émissions diffusées régulièrement (quotidiennes, hebdomadaires ou mensuelles).
- Vu et corrigé (1987), sur M6 Présenté par Jean-Pierre Imbach
- Multi Top (1988-1989) ,sur M6 présenté par Alexandre Debanne
- Frequenstar (1988-1989) sur M6 présenté par Nagui
- La télé des Inconnus (1990-1992), sur Antenne 2 présenté par Pascal Legitimus Didier Bourdon Bernard Campan
- Motus (début des années 1990), sur Antenne 2 présenté par Thierry Beccaro

- Jeux Sans Frontières (1991-1992) ,sur France2 Présenté par Georges Beller et Daniela Lumbroso et Marie-Ange Nardi

- La Piste de Xapatan (1992), présenté par Sophie Davant, sur Antenne 2
- Taratata (à partir de 1993), sur France 2 et France 4 présenté par Nagui [10]
- La soirée de gala des mandrakes d'or (1993) Présenté par Vincent Perrot et Patrice Laffont sur France 3
- N'oubliez pas votre brosse à dents (1994-1996), sur France 2
- Miroir mon beau miroir (1995), présenté par Nagui, sur France 2
- Ombre et Lumière (émission de télévision)|Ombre et Lumière 1996-2006, présenté par Philippe Labro, sur France 3
- L'Appel de la couette (1996), présenté par Nagui, sur TF1
- Vous ne rêvez pas! (1996), présenté par Nagui, sur TF1
- Tous en jeu (1997), présenté par Nagui, sur TF1
- Un poisson dans la cafetière, (1997), présenté par Jean-Luc Reichmann, sur France 2
- Y'a quoi à la télé (1998), présenté par Thierry Beccaro , sur France 2 (coproduction seulement)
- Tutti frutti (2001), présenté par Nagui, sur France 2 (production seulement)
- SLAP (2002), présenté par Nagui, sur France 2 (production seulement)
- À tort ou à raison (2002), présenté par Bernard Tapie, sur TF1
- 50 tubes de légende et 30 tubes de légende (2003-2004), présenté par Jean-Pierre Foucault, sur TF1
- Le Grand Journal (à partir de 2006), présenté par Michel Denisot, sur Canal+
- Y'en aura pour tout le monde (2006), présenté par Nagui, sur France 2
- Tout le monde veut prendre sa place (2006-2021), présenté par Nagui, sur France 2
- N'oubliez pas les paroles (2007), présenté par Nagui, sur France 2[11]
- NRJ Music Tour (2007) Concert live, sur NRJ 12
- Le Grand Quiz du cerveau (2007), présenté par Carole Rousseau et Benjamin Castaldi, sur TF1
- Sacrée Soirée (2007), présenté par Jean-Pierre Foucault, sur TF1
- La part du lion (2007), présenté par Nagui, sur France 2
- Chéri(e), fais les valises ! (2011) présenté par Nagui
- Que le meilleur gagne (2012), présenté par Nagui
- Volte-face (2012) présenté par Nagui
- Les Enfants de la télé depuis 2013 présenté par  Arthur
- Le Cube (2013) présenté par Nagui
- Vendredi tout est permis avec Arthur depuis 2013 présenté par  Arthur
- C'est votre vie ! (2013-2015), présenté par Stéphane Bern, sur France 2
- Les 100 plus grands... (2014), présenté par Jean-Pierre Foucault
- Canapé Quiz (2014), présenté par Arnaud Tsamere
- Stars sous hypnose (2014), présenté par Arthur
- Forever Young, automne 2015, comédie musicale humoristique[12]
- Trouvez l'intrus (2016), présenté par Églantine Éméyé
- Tout le monde a son mot à dire (2017), présenté par Olivier Minne et Sidonie Bonnec[13]
- Le Club des invincibles (2021), présenté par Nagui puis par Olivier Minne[14]
- Chacun son tour (2021), présenté par Bruno Guillon[15]
- The Artist (2021), présenté par Nagui[16]
- 100% France (2023), présenté par Bruno Guillon
- Intervilles (2025), présenté par Nagui, Bruno Guillon, Valérie Bègue, Camille Cerf, Magali Ripoll, Yoann Riou

### Émissions de télévision (émissions isolées et cérémonies)
Ce paragraphe répertorie des émissions isolées ou des cérémonies annuelles.
- Concours Francovision (1992), présenté par Vicktor Lazlo et Xavier Deluc, sur Antenne 2[17]
- Sportissimo (1992), présenté par Gérard Holtz et Sophie Davant, sur France 2
- Ovations (1993), présenté par Nagui, sur France 2
- Les 10es Victoires de la musique (1995), présenté par Nagui et Michel Drucker, sur France 2
- Cocktail (1996), présenté par Nagui, sur France 2
- Ophélie de folie (1998), documentaire sur Ophélie Winter, coréalisé avec Serge Khalfon, sur France 2
- NRJ Music Awards (depuis 2000), sur TF1
- M6 Awards 2000 (2000), sur M6 Présenté par Laurent Boyer
- Les Mandrakes d'or (2000- 2001), sur TF1
- Toute la Magie du Monde (2001), présenté par Jean-Pierre Foucault, sur TF1
- De Starmania à Cindy : les années Plamondon (2002), documentaire sur le travail de Luc Plamondon, sur TF1
- Les Années Plamondon (2002), sur TF1
- Céline Dion à tout prix (2002), présenté par Laurent Boyer, sur M6
- Eurobest (2003), présenté par Nikos Aliagas, sur TF1
- Johnny au Parc des Princes (2003), présenté par Arthur, sur TF1
- Chanson n°1, Spéciale Madonna (2003), présenté par Daniela Lumbroso, sur France 2
- Claude François, 25 tubes de légende (2003), sur TF1
- Retour gagnant (2003), présenté par Jean-Pierre Foucault, sur TF1
- Les Fans et les Chansons d’abord (2004-2005), présenté par Jean-Pierre Foucault, sur TF1
- Élections de Miss France 1993, 1994 et 2005, présentés par Julien Lepers sur France 3 décembre 92 et décembre 93 au CNIT Paris La Défense et Jean-Pierre Foucault, sur TF1 décembre 2004 à Tours
- 101 sosies : du Pire au Meilleur (2004), présenté par Jean-Pierre Foucault, sur TF1
- Walt Disney, 30 films de légende (2004), présenté par Jean-Pierre Foucault, sur TF1
- Un Noël au Canada (2004), présenté par Stéphane Rousseau (humoriste), sur France 2
- Ça va être votre fête (2004-2005), présenté par Nagui, sur France 2
- TOTAL RESPECT (2005), sur Canal+
- Concert Live 8 (2005), présenté par Laurent Boyer, sur M6
- Miss Europe 2005 (2005), présenté par Jean-Pierre Foucault, sur TF1
- Les Duos de l'impossible (2005), présenté par Jean-Pierre Foucault, sur TF1
- Les 14es Victoires de la musique classique (2007), présenté par Marie Drucker et Frédéric Lodéon, sur France 3
- Les 22es Victoires de la musique (2007), présenté par Nagui et Michel Drucker, sur France 2
- Le Palmarès de la chanson (2007), présenté par Nagui, sur France 2
- NRJ Ciné Awards (2007), présenté par Élie Semoun, sur NRJ 12
- Sacrée Soirée (2007), présenté par Jean-Pierre Foucault, sur TF1
- Les 23es Victoires de la musique (2008), présenté par Nagui, sur France 2
- Code de la Route, Repassez le en Direct ! (2008), présenté par Julien Courbet et Églantine Éméyé, sur TF1
- Concert pour la Paix (2008), présenté par Valérie Bénaïm et Arthur, sur NRJ Paris
- Florence Foresti and Friends (2008), sur M6
- Stars & Comédie (2008), présenté par Laurent Ruquier, sur France 2
- Des Magiciens de Légende Siegfried & Roy (2008), sur France 3
- Johnny Hallyday – La Dernière Tournée (2009), présenté par Nikos Aliagas, sur TF1
- Le Grand Restaurant (2010), présenté par Pierre Palmade, sur France 2
- Totalement InGerrable (2010), présenté par Nikos Aliagas, sur TF1
- Il était une fois… Franck Dubosc (2010), présenté par Nikos Aliagas, sur TF1
- Verdissimo (2011), Medici.tv / France 3
- Laurent Gerra ne s’interdit rien (2011), présenté par Jean-Pierre Foucault, sur TF1
- Céline Dion Le Grand Show (2012), présenté par Michel Drucker et Véronic Dicaire, sur France 2 en direct des Studios d'Aubervilliers le 24 novembre 2012
- La fête de la musique : 30 ans de succès (2012), présenté par Nagui, sur France 2
- Laurent Gerra se permet tout (2012), présenté par Jean-Pierre Foucault, sur TF1
- Simplement pour un soir (2012), présenté par Patrick Sabatier et Virginie Guilhaume, sur France 2  en 2012 et 2013
- Soir de Fête au Québec (2012), présenté par Véronic Dicaire, sur France 2
- Générations en folie ! (2013), présenté par Nagui, sur France 2
- Le Grand Concert de Noël (2013), sur France 3
- Tenue de soirée exigée (2014), présenté par Alessandra Sublet, sur France 2
- Calogero Le Grand Show (2014), présenté par Michel Drucker, sur France 2
- Natalie Dessay & Michel Legrand à Versailles (2014), sur Arte
- Les Z'awards de la télé (2014-2016), présenté par Arthur, sur TF1
- Les 30 ans du Top 50 (2015), présenté par Les animateurs d'M6, sur M6
- M6 Music Show: 100% Tubes (2016), présenté par Stéphane Rotenberg, sur M6
- Mentalistes dans la tête des stars (2018), présenté par Arthur, sur TF1
- Seul contre tous (2018), présenté par Laury Thilleman et Nagui, sur France 2[18]
- Tout le monde joue avec la langue française (2018), présenté par Stéphane Bern et Nagui, sur France 2[19]
- Un soir en direct avec Patrick Bruel (2018), présenté par Patrick Bruel et Michel Drucker, sur France 2[20]
- Montreux Comedy fête ses 30 ans (2020), présenté par Kev Adams, sur France 2[21]
- Les estivales de Culturebox à Montpellier : Cyril Mokaiesh (2022), sur France 2[22]
- La fête de la chanson française (2022), présenté par Laury Thilleman et André Manoukian sur France 2[23]
- Votre Vie en JeuX (2023), présenté par Nagui et Bruno Guillon, sur France 2[24]

### Captations de spectacles et concerts
- 1989: Starmania[25]
- 1991:
  - Michel Sardou : Bercy 91
  - Les Inconnus : Le meilleur de la télé
  - Hubert-Félix Thiéfaine : Bluesymental Tour
- 1992:
  - Pierre Palmade à la Cigale : passez me voir à l'occasion
  - Les Inconnus : La télé en folie
- 1993:
  - Elie Kakou au Point Virgule
  - Concert Alain Souchon à l'Olympia mai 1993
  - Julien Clerc à Olympia 1993
  - France Gall à Bercy 1993
  - Concert Jean Michel Jarre : Barcelone 1993
  - Mortadela, spectacle musical créé par l'Argentin Alfredo Arias
  - Smaïn Compil' à l'Olympia
- 1994:
  - Patricia Kaas : concert à Caen
  - Élie Kakou : A l'Olympia déjà !
  - Jean-Michel Jarre : Europe in Concert
  - Laurent Voulzy au Zénith 1994
- 1995: Alain Souchon : Live à l'Olympia 95
- 1998:
  - Johnny allume le feu au Stade de France
  - Patricia Kaas : rendez vous, à l'Olympia
- 1999:
  - Céline Dion : Au cœur du Stade
  - Le grand bal Solidays
  - Liane Foly : Acoustique Tour
- 2000:
  - Ray Charles : concert à l'Olympia
  - Charles Aznavour 2000, au Palais des Congrès de Paris
  - Johnny Hallyday : 100 % Live à la Tour Eiffel
- 2001:
  - Céline Dion: All the Way... A Decade of Song & Video
  - Ze Inconnus Story (Best of)
- 2002:
  - Garou : Live à Bercy
  - Y a-t-il un magicien dans la salle, avec Gilles Arthur, aux Folies Bergère, à Paris. Coécriture et mise en scène du spectacle.
- 2003:
  - Concert pour Laurette, au Champ de Mars, pour l'Association Laurette Fugain
  - Bon anniversaire Johnny : la tournée des Stades 2003, au Parc des Princes
- 2004:
  - Sylvie Vartan au Palais des congrès
  - Star Academy au Parc des Princes
- 2005:
  - Chimène Badi à l’Olympia
  - Total respect, à l'Olympia, pour l'association Ni putes ni soumises
  - Concert pour Laurette, pour l'Association Laurette Fugain
  - Live 8, série de 8 concerts humanitaires
  - Jenifer fait son live 2005, au Zénith de Paris
- 2006:
  - Lara Fabian : Un regard 9, au Zénith
  - Sandrine Alexi : prise de têtes
- 2007:
  - Gigi D'Alessio : Gigi D'Alessio à L'Olympia, Live in Paris
  - Lynda Lemay : 40/40, Live à L'Olympia de Paris
  - Chantal Chamandy : Beladi, A night at the pyramids
- 2008: 
  - Anthony Kavanagh au Palais des Sports
  - Nana Mouskouri : The farewell world tour
  - Johnny Hallyday : Tour 66 (tournée d'adieu)
- 2009:
  - Robert Alagna « Le Sicilien »
- 2010: 
  - Lara Fabian : Toutes Les Femmes en Moi font leur show, au Forest National de Bruxelles
- 2011:
  - Laurent Gerra au Palais des Sports
- 2013:
  - Michaël Gregorio : En ConcertS
- 2014:
  - Natalie Dessay & Michel Legrand à Versailles
- 2015:
  - Jeff Panacloc : Jeff Panacloc Perd le Contrôle
  - Jean-Luc Lemoine : Si vous avez manqué le début

### Clips
- 1987:
  - À caus' des garçons d'À Caus' des Garçons
  - Des gens stricts d'Animo
- 1988
  - Tous les bateaux s'envolent de Michel Sardou
  - Né quelque part  Maxime Le Forestier
  - Croire de Lara Fabian
  - Septembre Rose de Hubert-Félix Thiéfaine
- 1989:
  - L'Océan sans fond des Charts
  - Je suis un grand sentimental d'Herbert Léonard
  - Johnny, Johnny Come Home d'Avalanche
- 1991:
  - Le vétéran de Michel Sardou
- 1992:
  - Auteuil Neuilly Passy des Inconnus
  - Rap-Tout des Inconnus
  - Le bac G de Michel Sardou
- 1995: Chanter c'est lancer des balles d'Alain Souchon (extrait du live à l'Olympia)
- 2000 : Le Boléro de Michel Jonasz
- 2005:
  - On ne peut plus rien dire de Didier Bourdon
- 2006:
  - Aime de Lara Fabian
  - Il ne manquait que toi de Lara Fabian
  - Lara Fabian : Chante avec Lara Fabian, DVD pour apprendre à chanter
- 2009:
  - Soleil, Soleil de Lara Fabian

## Compositions
- La Roue de la fortune (1987), générique du jeu télévisé présenté par Michel Robbe
- Et puis quoi encore ? (1989), émission présenté par Nagui
- La Cabine (1991), court métrage de Patrick Rufo
- Zarim Balayla (1993), film de Serge Ankri
- Ovations (1993), émission présenté par Nagui, sur France 2
- Les Mille et une nuits (1993), série animée, sur France 2
- N'oubliez pas votre brosse à dents (1994), générique du jeu télévisé présenté par Nagui, sur France 2
- Miroir mon beau miroir (1995), générique du jeu télévisé présenté par Nagui, sur France 2
- Quelle galère (1995), jeu télévisé présenté par Laurent Petitguillaume, sur TF1
- Cocktail (1996), émission présenté par Nagui, sur France 2
- Princesse Shéhérazade (1996-1999), série animée, diffusée dans l'émission La Planète de Donkey Kong sur France 2
- Tous en Jeu (1997), générique du jeu télévisé présenté par Nagui, sur TF1
- Un poisson dans la cafetière (1997), générique du jeu télévisé présenté par Jean-Luc Reichmann, sur France 2
- Babel (1999)
- Les Bêtises de Monsieur Pierre (1999), émission présenté par Pierre Bellemare, sur France 3
- Ombre & Lumière (2001-2006), émission présenté par Philippe Labro, France 3
- MNK (2001-2002), émission pour la jeunesse avec des marionnettes créées par Alain Duverne, sur France 3
- Le Juste Euro (2001-2002), jeu télévisé présenté par Patrice Laffont, sur France 2
- Slap (2002) émission, sur France 2
- Légende (2003), série de documentaire présenté par Philippe Labro, sur France 3
- Le Coffre (2004), générique du jeu télévisé présenté par Nagui
- ça va être votre fête (2005), générique du jeu télévisé présenté par Nagui
- Tout le monde veut prendre sa place (2006), générique du jeu télévisé présenté par Nagui
- La part du lion (2007), générique du jeu télévisé estival présenté par Nagui
- N'oubliez pas les paroles (2007), générique du jeu télévisé présenté par Nagui
- En toutes lettres (2009), générique du jeu télévisé présenté par Julien Courbet
- La Liste gagnante (2009), générique du jeu télévisé présenté par Patrice Laffont
- Chéri(e), fais les valises ! (2011), générique du jeu télévisé présenté par Nagui
- Que le meilleur gagne (2012), générique du jeu télévisé présenté par Nagui
- Tout le monde joue (2015), générique du jeu télévisé présenté par Nagui
- Pop Show (2015), générique du jeu télévisé présenté par Nagui
- Trouvez l'intrus (2016), générique du jeu télévisé présenté par Églantine Éméyé
- Tout le monde a son mot à dire (2017), générique du jeu télévisé présenté par Olivier Minne et Sidonie Bonnec
- Seul contre tous (2018), générique du jeu télévisé présenté par Laury Thilleman et Nagui
- Le Club des invincibles (2021), générique du jeu télévisé présenté par Nagui
- Chacun son tour (2021), générique du jeu télévisé présenté par Bruno Guillon
- The Artist (2021), émission présentée par Nagui (composition : Famiglia)
- Votre Vie en JeuX (2023), générique du jeu télévisé présenté par Nagui et Bruno Guillon
- 100 % France (2023), générique du jeu télévisé présenté par Bruno Guillon

## Récompenses
- 1992 : Victoire de la musique du meilleur clip pour Auteuil Neuilly Passy des Inconnus
- 2000 : Sept d'or du Meilleur réalisateur d'émission (vote des professionnels) pour Johnny à la Tour Eiffel, diffusé sur TF1.
- 2005 : Grand Prix de l'Auteur-Réalisateur de l'Audiovisuel (SACEM)